# Merlin and the War of the Dragons
Merlin and the War of the Dragons is een Amerikaanse film uit 2008 van The Asylum met Nia Ann.

## Rolverdeling
| Acteur        | Personage     |
| ------------- | ------------- |
| Nia Ann       | Lady Nimue    |
| Ceri Bostock  | Gwyneth       |
| Carys Eleri   | Lady Vivianne |
| Ruthie Gwilym | Midwife       |
| William Huw   | Torm          |